# Tuggkåda
Tuggkåda, eller ”spännkåda”, var ett njutningsmedel bestående av grankåda som användes av allmogen i Dalarna till tuggning. Fullkomligt ren, vit och kornig kåda begagnades utan särskild beredning. Mörkare och mindre ren kåda bereddes till "spännkåda" genom tuggning, varvid större delen av den flyktiga oljan gick bort och saliv inmängdes i kådan. Även en snyggare beredningsmetod användes, i det att bitar av rå grankåda mjukades upp i varmt vatten och knådades samman och barkrester och andra föroreningar kunde avskiljas. Tuggkådan är vid vanlig temperatur fast och låter lätt bryta sig, men mjuknar i munnens värme vid tuggning, varvid smärre splittror eller bitar lätt sammanbakas, dock utan att fastna vid tänderna. Under tuggningen erfar man en tydlig smak af granens flyktiga olja, visserligen tämligen mild, men länge kvarstående med en lindrig rivning i svalget och en stickande känsla i munnens slemhinna. Salivproduktionen ökar kraftigt. Smaken, som inte är obehaglig, erinrar något om muskot. Tuggkådans lukt är däremot mycket obehaglig, syrlig och framkallar lätt äckel.
Användningen av av tuggkåda var urgammalt i Dalarna, och det är sannolikt att det var bra för tänderna, i det att den flyktiga oljan verkade något antiseptiskt på bakterier i munhålan och att själva tuggandet jämte den rikliga salivproduktionen bidrog till mekanisk rengöring av tänderna. Dalarnas allmoge hade också vanligen sina tänder i förträffligt skick.
Från erfarenheterna vid tuggning av kåda härrör sammansättningen av munvattnet stomatol.